# Sprague (Schiff)
Die Sprague war ein US-amerikanisches Fluss-Schleppschiff von 1902, das als Heckraddampfer konstruiert war. Sie ist das bis heute weltweit größte dampfgetriebene Schiff dieser Art überhaupt. Da die Sprague wie die anderen Fluss-Schlepper (towboats) entgegen der Bezeichnung ihre Lasten, anstatt sie zu schleppen, grundsätzlich schob, ist sie technisch streng betrachtet ein Schubschiff. Nach langjährigem Einsatz wurde sie 1948 zu einem Museum, brannte 1974 aus und wurde 1981 verschrottet, nachdem ihr Rumpf zwei Jahre zuvor zerbrochen war.

## Geschichte

### Entwurf und Bau
Das als Heckraddampfer konstruierte Schiff wurde in den Jahren 1901/1902 von den Iowa Iron Works in Dubuque erbaut und war in mehrfacher Hinsicht ein Schiff der Superlative:
- Die Baukosten von rund 500.000 US-Dollar entsprechen annähernd einem heutigen Gegenwert von 11,3 Millionen Dollar und galten zu jener Zeit als exorbitant für den Bau eines Flussdampfers.

- Die Größenordnung des Schiffes war aufsehenerregend. Mit einer Gesamtlänge von 96,92 Metern und 19,71 Metern Breite war die Sprague das bis heute weltweit größte dampfgetriebene Fluss-Schleppschiff überhaupt. Ihr Tiefgang betrug 2,13 Meter, ihre Wasserverdrängung 1996 metrische Tonnen, die Tragfähigkeit 1.502 metrische Tonnen. Das gewaltige Heckschaufelrad war 12,20 Meter hoch und breit und konnte bei voller Maschinenleistung bis zu 91 Umdrehungen pro Minute erreichen.

- Zwei Zwillings-Verbunddampfmaschinen mit 3,66 Metern Hub, deren Zylinder einen Durchmesser von 71 bzw. 160 Zentimetern hatten, erbrachten eine zu jener Zeit eindrucksvolle Gesamtleistung von 1.500 PS (1.120 Kilowatt).

- Die Sprague wurde fast vollkommen aus Stahl erbaut, was für Flussdampfer absolut ungebräuchlich war. Unter erfahrenen amerikanischen Schiffbauern und Kapitänen herrschte zu Beginn des 20. Jahrhunderts noch die Ansicht vor, dass ein Stahlrumpf zu starr wäre, um die starken und komplizierten Strömungen des Mississippi längere Zeit zu überstehen. Nur Holzrümpfe, so meinte man, könnten sich bei widrigen Strömungen flexibel verwinden und das Schiff vor Schäden bewahren. Die Sprague zeigte in der Folgezeit, dass diese Ansicht falsch war.

### Aktiver Dienst
Ihre bis dahin unerreichte Leistungsfähigkeit stellte die Sprague auf den Flüssen Mississippi und Ohio mehrfach unter Beweis. 1904 schob sie zugleich 56 Leichter mit einer Kohleladung von über 60.780 metrischen Tonnen. (Obgleich die schaufelradgetriebenen Fluss-Schlepper in den USA stets als towboats, also Schleppboote, bezeichnet wurden, haben sie ihre Last ausschließlich geschoben). Die Leichter nahmen eine Gesamtfläche von mehr als 26.300 Quadratmetern in Anspruch. 1926 schob sie ohne Unterstützung durch weitere Schlepper Tankschiffe mit einer Ladung von ca. 41.639.530 Litern Erdöl.
1948 wurde die Sprague außer Dienst gestellt, nachdem sie im Vergleich mit moderneren und leistungsfähigeren Schleppschiffen nicht mehr effizient zu betreiben war.

### Zeit nach 1948
Die folgenden Jahrzehnte lag sie als Museum bei Vicksburg fest vertäut im flachen Uferwasser des Mississippi. Nur einmal verließ sie diesen Ankerplatz noch, als man sie 1959 zu Feierlichkeiten den Ohio River hinauf nach Pittsburgh und wieder zurück schleppte.
Bis 1974 diente die Sprague an ihrem Liegeplatz in Vicksburg als schwimmender Theatersaal, nachdem man die Dampfkessel entfernt hatte. Das Oberdeck wurde als Restaurant genutzt. Am 15. Mai 1974 brannte das Schiff aus. Die schwer beschädigte Sprague wurde an einen anderen Ankerplatz verlegt. In den folgenden Jahren wurde die Sprague vernachlässigt und verfiel; Vandalismus und Flutschäden verschlechterten den Zustand noch weiter, während Bemühungen um eine Restaurierung wiederholt ergebnislos blieben. Am 5. Juli 1979 zerbrach der marode Rumpf. Der Zustand der Sprague wurde nun als irreparabel eingestuft; im Januar 1981 wurde das Wrack mit Schneidbrennern und Sprengstoff endgültig zerlegt. Überreste der Sprague befinden sich bis heute an ihrem letzten Liegeplatz; einige kleinere Teile sind im „Old Court House Museum“ in Vicksburg ausgestellt.